# Bureau Veritas

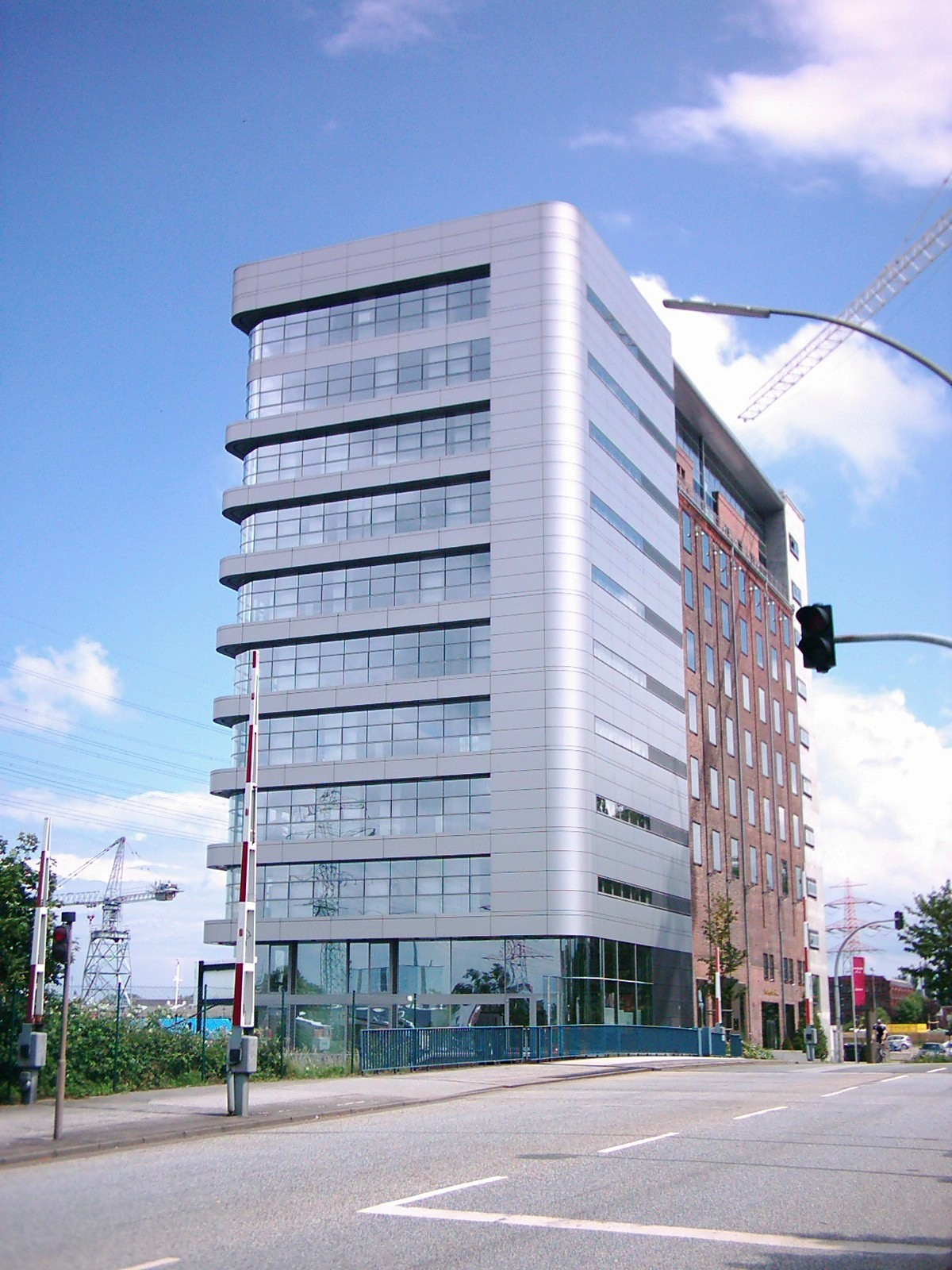
Bureau Veritas Deutschland in Hamburg-Harburg

Bureau Veritas ist eine börsennotierte Inspektions-, Klassifikations- und Zertifizierungsgesellschaft, die aus einem im Jahr 1828 in Antwerpen gegründeten Informationsbüro für maritime Versicherungen hervorging. Seit 1833 befindet sich der Hauptsitz des Unternehmens in Paris.
Bureau Veritas gilt als das weltweit zweitgrößte Unternehmen bei der Konformitätsbewertung und Zertifizierung in den Bereichen Qualität, Gesundheit & Sicherheit, Umwelt und Soziale Verantwortung („QHSE-SR“).
Anerkannt und akkreditiert durch die wichtigsten nationalen und internationalen Organisationen, ist Bureau Veritas in 140 Ländern mit einem Netzwerk von rund 1.600 Büros, Laboren und Geschäftsstellen vertreten. 2020 betreuten 78.000 Mitarbeiter 400.000 Kunden und erwirtschafteten einen Umsatz von 4,6 Mrd. Euro.

## Geschichte
Das Unternehmen, 1828 in Antwerpen (Belgien) gegründet, verschrieb sich der Erfüllung einer einfachen Mission: den Schiffsversicherern aktuelle Informationen über Prämien in Handelszentren sowie über den genauen Zustand von Schiffen und Material zur Bestimmung der Vertrauensniveaus zu geben.
1830 wurde eine Geschäftsstelle in Paris eröffnet. Bereits 1833 hatte die Geschäftsaktivität vor Ort so stark zugenommen, dass die Firmenzentrale in die französische Hauptstadt verlegt wurde.
Mit der Entwicklung der Industriellen Revolution verbreiterte das Unternehmen sein Serviceangebot. Die Benutzung von Eisen und Stahl im Schiffsbau machte eine Materialkontrolle vor Ort notwendig. 1910 wurde mit der „Materialkontrolle“ eine neue Dienstleistung eingeführt. Hierbei wurden alle Materialien untersucht, die mit Industriebaustoffen, Dieselmotoren, Zugmaschinen und ähnlichem sowie den Fabriken selbst zu tun hatten.
1922 vertraute die französische Regierung Bureau Veritas die offizielle Kontrolle von Flugtauglichkeitszertifikaten in der zivilen Luftfahrt an (die im maritimen Sektor erworbene Fachkompetenz hatte sich bereits als außerordentlich wertvoll erwiesen). Der neue Aeronautische Service führte umfassende Verordnungen ein, basierend auf regelmäßigen Kontrollen und ausgeführt nach bestimmten Regeln.
Ganz ähnlich führte die Nachfrage von Versicherungsunternehmen nach regelmäßigen Kontrollen von Bussen und LKW in Frankreich zu der Gründung der Automobilservices im Jahre 1927.
Durch die zunehmende Zahl von Unfällen während des Baubooms nach dem Ersten Weltkrieg merkten die Versicherer schnell, dass sie die gebotenen Risiken ohne vorhergehende Kontrollen nicht mehr abdecken können. Erneut reagierte Bureau Veritas auf diese veränderte Marktsituation und gründete 1929 den Kontrollservice für Gebäude und öffentlichen Wohnungsbau („Control Service for Buildings & Civil Engineering“).
1932 eröffnete Bureau Veritas eigene Labore in Levallois-Perret nahe Paris zur Durchführung metallurgischer und chemischer Analysen sowie das Testen von Baumaterialien.
Zwischen 1980 und 1990 gründete Bureau Veritas einige neue Tochterfirmen, um auf spezielle Anforderungen optimal reagieren zu können, eine von ihnen war BVQI, heute Bureau Veritas Certification.
1988 wurden Qualitätserfordernisse und ISO-Zertifizierung zu Schlüsselfragen für viele Unternehmen. Es folgte eine steigende Nachfrage nach von unabhängigen Drittparteien durchgeführten Systemzertifizierungen.
Im Jahre 1995 brachten zwei neue institutionelle Anleger, CGIP und Poincaré Investissement frischen Wind in Bureau Veritas Aktivitäten.

### Wichtige Übernahmen
- 2005 Linhart Petersen Power Associates (USA)
- 2005 Clayton und NATLSCO (USA)
- 2005 Casella (Großbritannien)
- 2006 IRC (Australien)
- 2006 Kilpatrick (Australien)
- 2006 Intico (Australien)
- 2007 ECA GLOBAL (Spanien)
- 2008 Cesmec Group (Chile)
- 2008 Amdel (Australien)
- 2008 ANASOL (Brasilien)
- 2010 Inspectorate (Großbritannien)[3]
- 2013 7Layers Group.[4]
- 2014 Matthews Daniel (Großbritannien)[5]

## Tätigkeitsfelder
Seit dem Jahr 2000 wurde das Unternehmen umorganisiert und ist in acht weltweiten Geschäftsfeldern tätig:
- Industrie
- Inspektion und In-Service Verification
- Zertifizierung
- Schifffahrt
- Bau und Immobilien
- Consumer Product Services
- Regierungsverträge und Internationaler Handel
- Rohstoffe

### Dienstleistungen
Inspektionen und Audits
Die Dienstleistung umfasst Inspektion von Anlagen, Ausrüstungen und Produkten sowie die Auditierung von Systemen und Prozessen sowohl auf regionaler als auch auf internationaler Ebene. Das Ergebnis dieser Inspektionen und Audits ist in der Regel die Ausstellung eines Zertifikates, welches die Konformität hinsichtlich der Anforderungen wie Qualität, Gesundheit und Sicherheit, Umwelt und Soziale Verantwortung bestätigt.
Prüfung und Analyse
Unternehmen benötigen ein umfangreiches Wissen über eigene Produkte, Ausstattung, Einrichtungen oder Anlagen. Durch Komponentenanalysen, also unterschiedliche Test- und Analysemethoden wie z. B. zerstörungsfreie Prüfungen und Umweltanalysen, die vor Ort oder in Laboren durchgeführt werden, unterstützt es die Unternehmen dabei das erforderliche Wissen zu gewinnen.
Klassifizierung
Bei der Schiffsklassifikation handelt es sich um eine Reihe von Arbeitsvorgängen, die bei Schiffen zum Einsatz kommen, von der Konstruktion über die Indienststellung bis hin zum laufenden Schiffsbetrieb. Das Ziel dabei ist, das Schiff gemäß international anerkannter Sicherheitsstandards auf höchster Ebene betriebsfähig zu halten und somit Leben, Gesundheit und Umwelt zu schützen.
Schiffe, die vom Bureau Veritas vermessen sind, tragen die Lettern BV an den Ladelinien (Plimsoll-Marke) mittschiffs.
Zertifizierung
Prozesseffizienz und -transparenz, Produkt- und Systemsicherheit sowie die Demonstration eines umweltbewussten Handelns sind beispielsweise Gründe für Unternehmen, Produkte oder Systeme zertifizieren zu lassen. Der Zertifizierungsprozess beinhaltet gewöhnlich Audits vor Ort, standardisierte Tests und Inspektionen und später dann, während der gesamten Gültigkeitsdauer der Zertifizierung hindurch kontinuierliche Überprüfungen (z. B. Überwachungsaudits).
Projekt- und Asset Management
Gewerbeimmobilien – vorwiegend Bürogebäude und industrielle bzw. gewerbliche Anlagen – sollten jederzeit sicher sein und sich im bestmöglichen Zustand befinden. Es werden den Unternehmen Bewertungen von Gebäuden und Anlagen in Form von Technical Due Diligence angeboten. Des Weiteren werden die vorhandenen Sicherheitseinrichtungen (z. B. Brandschutz) auf Konformität mit gültigen Anforderungen und Gesetzmäßigkeiten geprüft und ggf. Verbesserungsvorschläge gemacht. Außerdem wird die bau- und genehmigungsrechtliche Situation von Immobilien bewertet und dokumentiert.
Training
Mitarbeiter als wichtigste Ressource innerhalb eines Unternehmens sollten stets auf dem aktuellen Stand des Wissens sein. Ein Training oder eine Weiterbildung hilft dem Unternehmen und den Mitarbeitern, aktuelle Methoden und „Good Practices“ in den Bereichen Qualität, Gesundheit und Sicherheit, Umweltschutz und Soziale Verantwortung zu erlernen. Das Training unterstützt dabei, sich den Anforderungen des Marktes anzupassen, so dass situationsbedingt die richtigen Entscheidungen getroffen werden können.
Health, Safety and Environment (HSE)
Indem zugeteilte Probleme oder Projekte untersucht werden, können Empfehlungen, Benchmarking und technische Beratung wie: Organisations- und Risikomanagement-Beratung, Konzeption und Umsetzung von technischen und organisatorischen Lösungen, die die Leistungsfähigkeit fördern, geliefert werden.

## Standorte in der Region D-A-CH

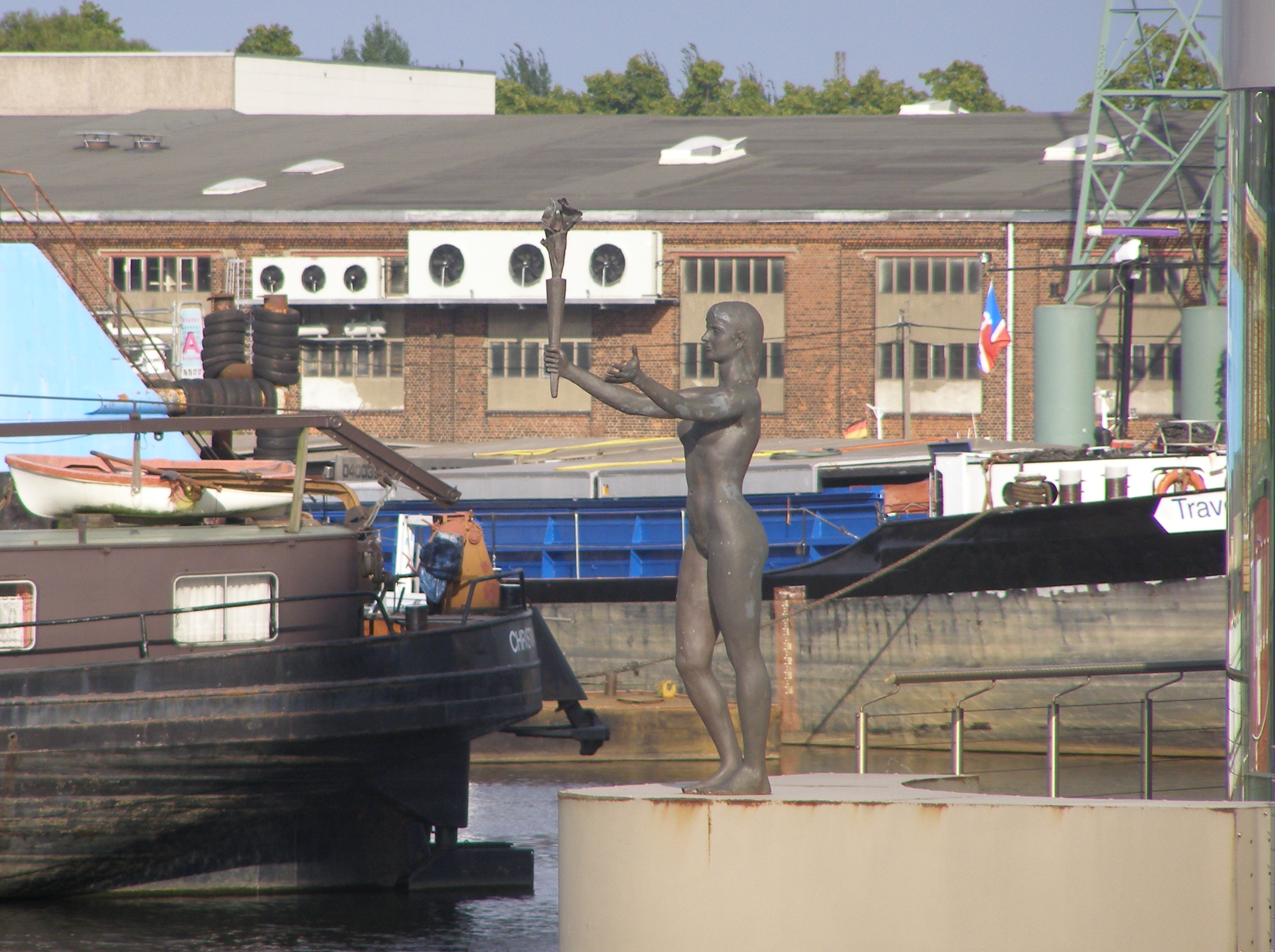
Statue der Veritas an der Deutschlandzentrale von Bureau Veritas am Veritaskai in Hamburg-Harburg

Bureau Veritas in Deutschland verfügt neben dem Hauptsitz in Hamburg deutschlandweit über Niederlassungen in Berlin, Essen, Neu-Isenburg, Leipzig, Schifferstadt, Halle, Nürnberg, Ratingen, Schwerin, Türkheim und Ulm, Viernheim.
In der Schweiz verfügt Bureau Veritas über Niederlassungen in Weiningen und Lausanne.
In Österreich verfügt Bureau Veritas über Niederlassungen in Wien, Schwechat und Kienberg.

## Hauptaktionär
52 Prozent der Bureau-Veritas-Aktien sind (Stand: 2011) im Besitz der französischen Private-Equity-Gesellschaft Wendel Investissement.

## Mitgliedschaften
Bureau Veritas gehört der International Association of Classification Societies (IACS, Internationaler Verband der Klassifikationsgesellschaften) an.
Weiterhin ist Bureau Veritas Mitglied des Green Rating Initiative’s Governance Committee, welches zusammen mit AEW Europe, AXA Real Estate und ING Real Estate ein neues europäisches Rating-Tool entwickelt hat, das eine zuverlässige Messung für die Umweltverträglichkeit von bestehenden Gebäuden ermöglicht.

### Märkte
- Automobilindustrie
- Bau und Immobilien
- Dienstleistung
- Einzelhandel
- Elektrik & Elektronik
- Energieversorgung
- Industrieanlagen und Ausrüstung
- Konsumgüter
- Lebensmittel
- Luft- und Raumfahrt
- Öl und Gas
- Prozessindustrie
- Regierungen, Organisation und Handel
- Transport und Infrastruktur

## Logo
Das Logo zeigt eine junge Frau, die am Rande eines Brunnens sitzt und die Arme in die Höhe erhebt. In der rechten Hand hält sie eine Fackel, in der linken einen Spiegel. Ihr linker Fuß ruht auf der Erdkugel. Auf dem Boden befinden sich eine Waage, ein Heroldstab und ein Hahn mit aufgerichtetem Blick zur Frau hin. Der Horizont zeigt einen Dreimaster, mit aufgestellten Segeln, eine Bucht durchquerend.